# پارتی پیپل
پارتی پیپل جی‌وای‌پی (کره‌ای: 박진영의 파티피플) یک برنامه تلویزیونی کره جنوبی است که به میزبانی پارک جین یونگ برگزار می‌شود. این برنامه از شنبه ۲۳ ژوئیه ۲۰۱۷ ساعت ۰۰:۱۵ (کی‌اس‌تی) از شبکه اس‌بی‌اس پخش می‌شود. این عمدتاً یک برنامه گفتگوی موسیقی در یک کلاب و با نوشیدنی‌های الکلی است.

## قسمت‌ها
| قسمت | تاریخ هوا       | میهمانان                                                  | منبع          |
| ---- | --------------- | --------------------------------------------------------- | ------------- |
| ۱    | ۲۳ ژوئیه ۲۰۱۷   | لی هیوری، یوم جونگ آه                                     | [ ۱ ] [ ۲ ]   |
| ۲    | ۳۰ ژوئیه ۲۰۱۷   | ای‌پینک، هیز                                               | [ ۳ ]         |
| ۳    | ۶ اوت ۲۰۱۷      | کیم تائه وو، اوربن زاکاپا                                 | [ ۴ ]         |
| ۴    | ۱۳ اوت ۲۰۱۷     | جونگ یونگ هوا، بلک‌پینک                                    | [ ۵ ] [ ۶ ]   |
| ۵    | ۲۰ اوت ۲۰۱۷     | رز متل، بک آ یون، لی های                                  | [ ۷ ]         |
| ۶    | ۲۷ اوت ۲۰۱۷     | کولتو، وینر                                               | [ ۸ ] [ ۹ ]   |
| ۷    | ۳ سپتامبر ۲۰۱۷  | یو یئون-سئوک، اوه مان سوک، پارک هه می                     | [ ۱۰ ]        |
| ۸    | ۱۷ سپتامبر ۲۰۱۷ | یون جونگ شین، هنری لاو، سانی، ادی کیم، هاریم، جو جونگ چی  | [ ۱۱ ] [ ۱۲ ] |
| ۹    | ۲۴ سپتامبر ۲۰۱۷ | قسمت ۱: کیم وان سون، بادا، سونمی قسمت ۲: بک جی یونگ، گومی | [ ۱۳ ]        |
| ۱۰   | ۱ اکتبر ۲۰۱۷    | قسمت ۱: بک جی یونگ، گومی قسمت ۲: اکسو (به جز: لی)         | [ ۱۴ ]        |
| ۱۱   | ۱۴ اکتبر ۲۰۱۷   | سوزی                                                      | [ ۱۵ ]        |
| ۱۲   | ۲۱ اکتبر ۲۰۱۷   | بی‌وان‌ای‌فور، مامامو                                        | [ ۱۶ ]        |